# Điện Nam Bắc
Điện Nam Bắc là một phường thuộc thị xã Điện Bàn, tỉnh Quảng Nam, Việt Nam.

## Địa lý

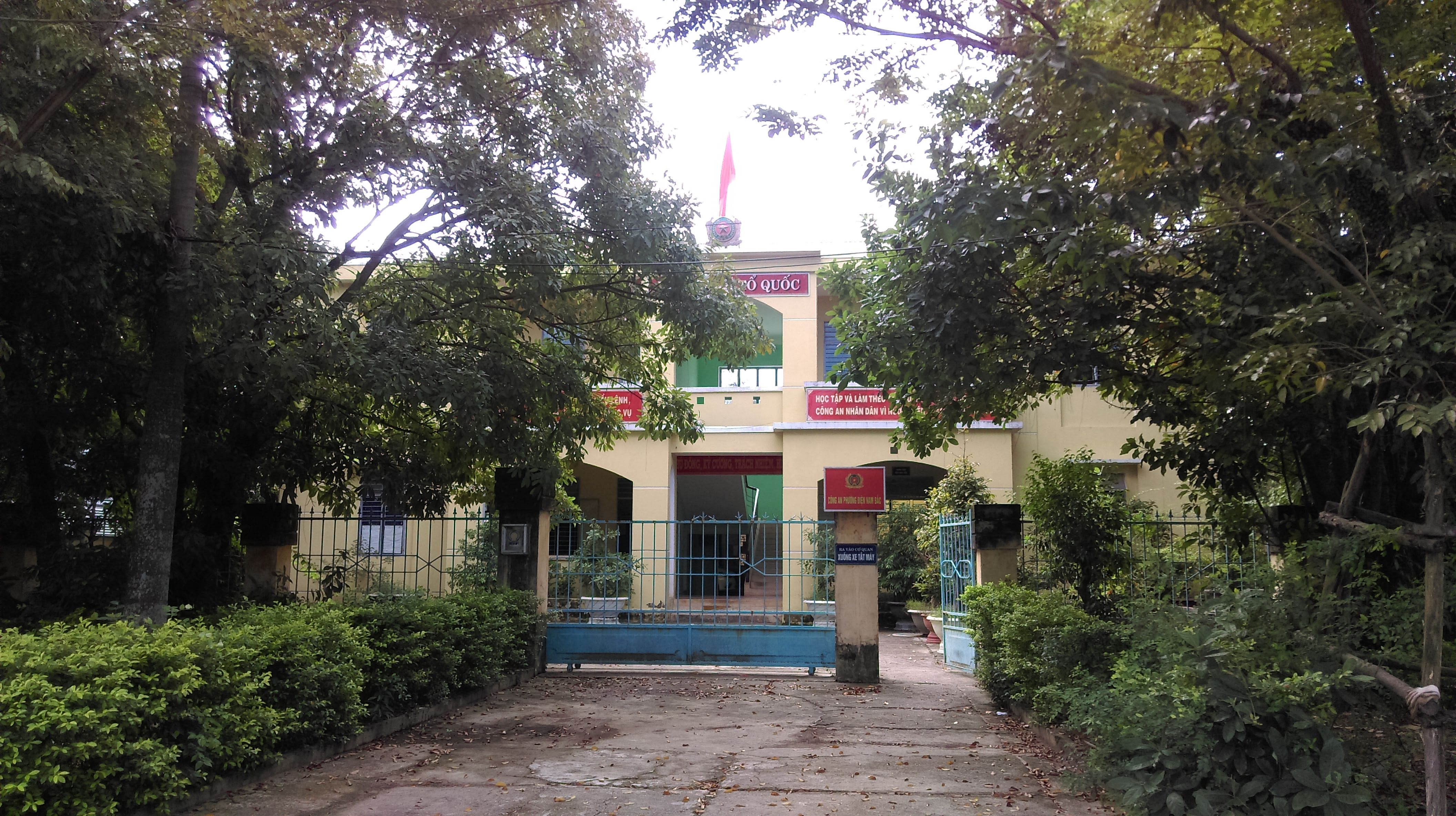
Công an phường Điện Nam Bắc

Phường Điện Nam Bắc nằm ở phía bắc thị xã Điện Bàn, có vị trí địa lý: 
- Phía đông giáp phường Điện Dương
- Phía tây giáp phường Điện An và phường Điện Thắng Nam
- Phía nam giáp phường Điện Nam Trung
- Phía bắc giáp phường Điện Ngọc.

Phường Điện Nam Bắc có diện tích 7,51 km², dân số năm 2019 là 9.711 người, mật độ dân số đạt 1.293 người/km².

## Lịch sử
Địa bàn phường Điện Nam Bắc trước đây là một phần xã Điện Nam, huyện Điện Bàn.
Ngày 7 tháng 7 năm 2005, Chính phủ ban hành Nghị định 85/2005/NĐ-CP. Theo đó, chia xã Điện Nam thành 3 xã: Điện Nam Bắc, Điện Nam Trung và Điện Nam Đông.
Sau khi thành lập, xã Điện Nam Bắc có 814,45 ha diện tích tự nhiên và 5.065 người.
Ngày 11 tháng 3 năm 2015, Ủy ban Thường vụ Quốc hội ban hành Nghị quyết 889/NQ-UBTVQH13. Theo đó, chuyển huyện Điện Bàn thành thị xã Điện Bàn và thành lập phường Điện Nam Bắc trên cơ sở toàn bộ 750,97 ha diện tích tự nhiên, 10.159 người của xã Điện Nam Bắc.

## Hành chính
Phường Điện Nam Bắc được chia thành 3 khối phố: Cẩm Sa, 2A, Bình Ninh.